# Ерик Хобсбом
Ерик Джон Ърнест Хобсбом (на английски: Eric John Ernest Hobsbawm) е британски историк, марксист, теоретик на историческата наука – известен с трудовете си върху „дългия XIX век“ (1789 – 1914 г.), теоретик и критик на национализма.

## Биография
Роден е на 9 юни 1917 г. в Александрия, Египет в семейството на евреи, които без успех се опитват да развият бизнес в Египет (майка му е виенчанка, баща му е син на полски евреин, роден в Лондон).
Основно образование получава във Виена, след това завършва гимназия в Берлин (1931 – 1934), където се оказва заедно със сестра си след смъртта на родителите си, продължава образованието си в Лондон, където емигрира след т.нар. Аншлус (присъединяването на Австрия към Нацистка Германия) и учи в историческия и икономическия факултети на Кралския колеж на Кеймбриджкия университет (1949-1955).
Още в Германия Хобсбом се увлича от марксизма. Във Великобритания e приет в Комунистическата партия и става част от групата на историците в партията.
В студентските си години Хобсбом е културен наблюдател на вестник „Гранта“, работи също и като кинооператор, участвайки в снимки във Франция, Алжир и Тунис.
След завършването на университета Хобсбом развива кариера в катедрата по история на колежа Бъркбек на Лондонския университет, където става професор, а след това оглавява катедрата по икономическа история (от 1969). От 1984 г. е почетен професор по икономика и социална история в същия университет.
Хобсбом пътешества из страните на Средиземноморието и Латинска Америка. По време на пътуването из Средиземноморието през 1957 г. Хобсбом се запознава с архивни документи и разпитва селяни, след което написва книга си „Примитивни бунтовници. Изследвания на архаичните форми на социалните движения през 19 и 20 век“ (1959), главно на базата на италиански и испански материал. В този си труд Хобсбом показва връзката на религията, по-конкретно сектантството и миленаризма, с революционността на масите, описва закономерността на революционната ситуация и анализира ролята на личността в нея.
През 1960-те години Хобсбом си спечелва популярност като историк на работническото движение. Той представя историята на работническото движение не като описание на дейността на работническите организации, а като история на културата на работническата класа. По-късно продължава тези изследвания, обръщайки особено внимание на отношенията на религията със социализма, на ролята на ритуала в работническото и революционното движение, на формирането на работническа аристокрация, на културата на работническата класа и на връзката ѝ с масовата култура.
Хобсбом активно участва в диспути с марксисти, критикувайки ги за ортодоксалните им възгледи върху еволюцията на капитализма. Подписва писмото на групата европейски историци срещу нахлуването на съветските войски в Унгария и горещо симпатизира на участниците в „Пражката пролет“, но заедно с това си остава член на комунистическата партия, независимо от многото ограничения, на които в тази епоха са подложени комунистите, например забраната за пътуване до САЩ. За особеностите на марксизма му друг влиятелен британски историк марксист, Тони Джуд, пише: „За Хобсбом да бъдеш „историк марксист“ означава просто да притежаваш така наречения от него „исторически“ или интерпретационен подход.“ 
През 1968 г. публикува икономическа история на Англия под заглавието „Индустрията и Империята: формирането на съвременното английско общество. От 1750 г. до наши дни“.
От началото на 1970-те години Хобсбом се заема с концептуално ново изследване на историята на Европа на Новото време, а също и с въпроси на методологията на историческите изследвания.
На английските фенове на джаза Хобсбом е познат и като изтънчен критик и познавач на съвременната музика.
Болен от левкемия, Хобсбом умира на 1 октомври 2012 г. в Лондон.

## Отличия и награди
- 1973: Почетен член на Кингс колидж в Кеймбридж
- 1978: Член на Британската академия
- 1995: Лауреат на Дойчеровската мемориална награда и на наградата „Лайънъл Гелбър“
- 1996: Лауреат на наградата за историография „Улфсън“
- 1997: Лауреат на Австрийската държавна награда за историография „Виктор Адлер“
- 1998: Носител на Орден на кавалерите на честта
- 1999: Лауреат на Лайпцигската литературна награда за европейско разбирателство
- 1999: Почетен доктор на Университета на Републиката в Монтевидео, Уругвай
- 2000: Лауреат на наградата „Ернст Блох“
- 2003: Лауреат на наградата „Балзан“
- 2006: Член на Кралското общество за литература
- 2008: Почетен гражданин на Виена
- 2008: Почетен доктор на Виенския университет
- 2008: Почетен доктор на Карловия университет в Прага
- 2008: Почетен доктор на Университета в Херона[3]
- 2008: Лауреат на Бохумската награда за историография